# Степное (Мамлютский район)
Степное (каз. Степное) — село в Мамлютском районе Северо-Казахстанской области Казахстана. Входит в состав Кызыласкерского сельского округа. Код КАТО — 595241400.

## География
Находится в 85-ти километрах от районного центра.

## Население
В 1999 году население села составляло 224 человека (116 мужчин и 108 женщин). По данным переписи 2009 года, в селе проживало 160 человек (89 мужчин и 71 женщина).